# Un garçon parfait (film)
Pour plus de détails, voir Fiche technique et Distribution.
Un garçon parfait (More Trouble) est un film américain réalisé par Ernest C. Warde, sorti en 1918.

## Fiche technique
- Titre : Un garçon parfait
- Titre original : More Trouble
- Réalisation : Ernest C. Warde
- Scénario : Ouida Bergère et Edgar Franklin
- Pays d'origine : États-Unis
- Format : Noir et blanc - 1,37:1 - Film muet
- Genre : comédie dramatique
- Durée : 50 minutes
- Date de sortie : 1918

## Distribution
- Frank Keenan : Lemuel Deering
- John Gilbert : Harvey Deering
- Ida Lewis : Mrs Deering
- Roberta Wilson : Miriam Deering
- Joseph J. Dowling : Cecil Morrowton
- Jack Rollens : Harold Morrowton
- Helen Dunbar : Mrs Morton Wells
- Albert Ray : Jack Wells
- Clyde Benson : Barnabas Bandwig
- Aggie Herring : Mary
- Lule Warrenton : la gouvernante